# Korcsmáros Nándor

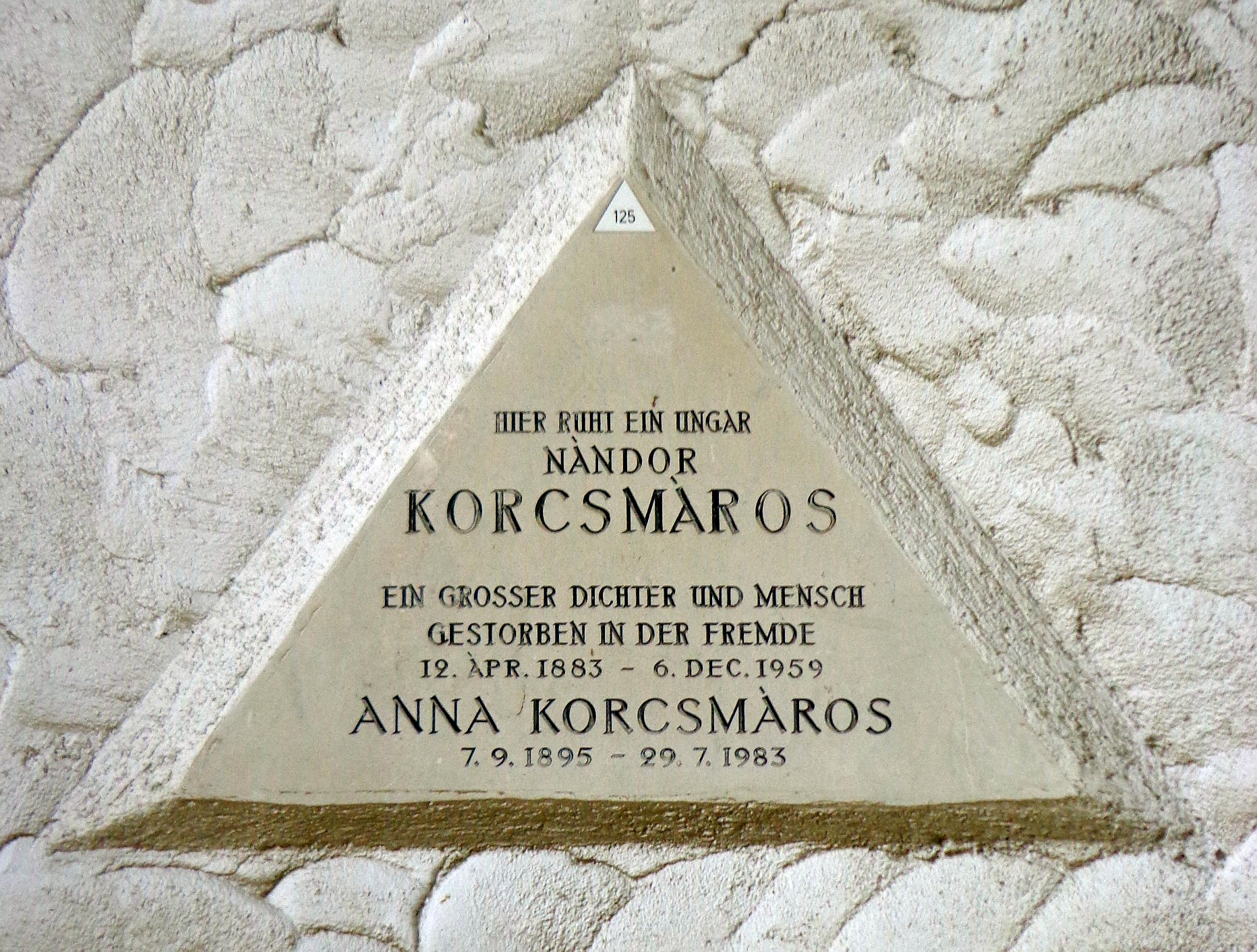
Bécs, Korcsmáros Nándor sírja: "Itt fekszik egy magyar / Nándor Korcsmáros / nagy költő és ember / idegen földön halt meg"

Korcsmáros Nándor, Reich (Siófok, 1883. április 12. – Bécs, 1959. december 6.) író, újságíró, dramaturg, színigazgató, lapszerkesztő, rendező.

## Életútja
1906-tól lapszerkesztő volt Fiumében 1910-ig, ahol a Tengerpart című magyar folyóiratot szerkesztette. 1911-ben a város nyári színházában magyar nyelvű előadásokat rendezett. Az első világháborút követően megírta és megjelentette frontélményeit. 
A proletárdiktatúra bukása után letartóztatták (1919), kiszabadulása után Bécsben élt emigrációban. Miután hazatért, fővárosi napilapoknál dolgozott és a Magyar Újságírók Egyesületének elnöke volt. 1929 őszétől dramaturgként működött a Rákosi Tibor tulajdonában lévő bérpalotában Bethlen téri Színpad néven megnyílt, konzorciális alapon szervezett színházi vállalkozásnál, majd 1931-től 1933-ig ugyanott művészeti igazgatóként. 
Kabaréjeleneteket írt, melyeket a Royal Sörkabaré, az Intim Kabaré, az Andrássy úti Színház, a Terézkörúti Színpad, a Clarus Kabaré és a Bethlen téri Színpad sikerrel mutatott be. 
1944-ben a Gestapo, később a Rákosi-rendszer tartóztatta le. 1946-tól ügyvezető elnöke lett a Fészek Klubnak. 
1956-ban Ausztriába emigrált.
Korcsmáros Pál (1916–1975) grafikus nagybátyja.

## Főbb művei
- Az örökifjú; Deutsch, Budapest, 1908
- Ezüstváros; Légrády, Budapest, 1912
- Károly-bakák; ill. Biczó András; 19. Gyalogezred, Budapest, 1917
- Mi az igazság?; Garai Ny., Budapest, 1920
- Forradalom és emigráció; szerzői, Budapest, 1923 (Magyar bajok)
- A végtelen út. Regény; Kultúra, Budapest, 1928
- Az Úr hintaján. Regény; Nova, Budapest, 1936 (A magyar élet regényei)
- Az én háborúm. Regény, 1-3.; Dante, Budapest, 1938 (Az új magyar irodalom)
- Félórát késik a vonat; Literária, Budapest, 1941 (Világvárosi regények)
- A kísértet. Színmű; ill. Géhl Zoltán; Grafika Ny., Nagyvárad, 1942 (Örök betűk)
- Gramm Flórián; Griff, Budapest, 1943
- Ember András hét napja. Regény; Új Idők, Budapest, 1945
- Gramm Flórián a földön és a pokolban; Faust, Budapest, 1946
- Krisztus keresztjétől a mi keresztünkig. Akar-e az emberiség kommunizmust?; Greif, München, 1958
- Hang, szín és gondolat (München, 1958)
- Vom Kreuz Christi zu unserem Kreuz. Wünscht die Menschheit den Kommunismus? (Krisztus keresztjétől a mi keresztünkig. Akar-e az emberiség kommunizmust?); előszó Habsburg Ottó; Greif, München, 1959
- Hová vezet az út? Játszódik Budapesten. Korunk regénye; Impr. Guadalupe, Buenos Aires, 1963